# کوستاروو
کوستاروو (انگلیسی: Kostarevo) یک شهرک در شهرستان بیرسکی باشقیرستان کشور روسیه است.